# Le Testament des abeilles
Le Testament des abeilles est un roman policier écrit par Natacha Calestrémé. Il a été publié aux Éditions Albin Michel en 2011.

## Résumé
L'action se passe à Paris en 2008. Yoan Clivel et son équipe de la police judiciaire débutent une enquête qui ne semble pas extraordinaire au premier abord. Un patron d'entreprise tue sa femme et sa fille de six ans avant de se suicider. La famille était sans histoire et les parents n'avaient pas de dossier. Cependant, des questions se posent: pourquoi le père a-t-il fait cela? Pourquoi a-t-il lacéré les rideaux comme s'il était devenu enragé?
Une deuxième affaire éclate quelques jours plus tard. Treize personnes dont un journaliste meurent inexplicablement dans un immeuble. Une femme se suicide en se jetant en bas du cinquième étage. Apparemment, il n'y a aucun lien entre les deux affaires mais Clivel pense qu'il y en a un. Des enfants de six ans sont morts dans l'immeuble. Puis un troisième drame a lieu dans une tour à logements: 28 morts. Clivel trouve alors un lien entre les trois affaires. Le tueur ou l'un des tueurs a peint, gravé ou placé une feuille de lotus près des lieux du crime. Il y a un autre point commun: parmi les victimes, il y a toujours des enfants de six ans.
Clivel a bientôt entre les mains une prophétie datant de quatre ans qui pourrait avoir un lien avec les massacres. Intitulée Testament du Moine aux abeilles, elle lui est donné par un magnétiseur guérisseur, Derrone. Elle évoque la disparition des abeilles et la folie destructrice de l'homme et a été écrite par Gabriel Comte, un Allemand réchappé de la guerre qui a passé beaucoup de temps en Afrique puis qui a élevé des abeilles en France. Son fils Marcus a vendu l'élevage de ruches et la maison après la mort de son père il y a quatre ans puis a disparu.
Pendant ce temps, Clivel commence à vivre le parfait amour avec Alisha, la fille de Derrone, dont le fils de six ans, Nathan, est un surdoué. Intuitif, il craint qu'il n'arrive quelque chose à Nathan qui a le même profil que les enfants tués lors des massacres. En attendant, le suspect numéro 1 semble être Marcus Comte, d'autant plus qu'il a séjourné en Afrique et que le poison qui a tué les victimes, la  Mandrava, vient de ce continent. Chef d'une secte nommée les Bee Free qui préconise le retour de l'homme à la nature et habitant Londres, son entrevue avec la police ne suffit pas à le rayer de la liste des suspects. Mais plus Clivel y pense, puis il croit que ce n'est pas lui l'assassin.
Un autre crime a lieu. Cette fois, ce sont les voisins d'Alisha qui sont visés: une mère et sa petite fille de six ans. Puis Clivel reçoit le témoignage d'un psychothérapeute, Yves Lentoine, qui croit avoir eu le criminel comme patient. Ils communiquaient sur Internet. L'homme semble souffrir d'eczéma, il est agoraphobe et paranoïaque. Puis Clivel reçoit la preuve que les petites victimes ont visité le Conservatoire botanique et qu'elles ont fait un sans-faute lors d'un questionnaire sur place. Le directeur du Conservatoire, Jean-Paul Friedel, devient alors le suspect numéro 1. Puis Derrone est enlevé et son petit-fils Nathan disparait. Derrone est retrouvé chez Friedel qui fait des aveux complets. Nathan est également retrouvé peu après.

## Les principaux personnages
- Yoan Clivel : major à la troisième division de la police judiciaire de Paris. Son père est mort assassiné alors qu'il était enfant, ce qui l'a poussé à entrer dans la police.
- Commandant Ponstain : patron de Clivel.
- Christian Berckman : chef enquêteur. Travaille dans la même équipe que Clivel.
- Marc Honfleur : agent de police judiciaire, le dernier arrivé dans l'équipe Clivel.
- Jane Velin : policière membre de l'équipe Clivel. Beckman a le béguin pour elle.
- Valentin Amerti : ami d'enfance de Clivel. Travaille à la Brigade criminelle. Sa vie est une éternelle compétition avec son ancien ami.
- Yves Lentoine : médecin thérapeute à Paris. Il fait des consultations avec des patients sur Internet.
- Jean-Paul Friedel : directeur du Conservatoire britannique.
- Derrone : magnétiseur guérisseur habitant la banlieue de Paris. Il élève des abeilles qu'il a acheté à Marcus Comte, le fils de Gabriel.
- Alisha Derrone : fille du précédent. Travaille comme chercheur en agro-alimentaire à l'université de Paris-Sud à Orsay. Vit chez son père et a un fils de six ans, Nathan. Clivel tombe amoureux d'elle.
- Gabriel Comte : auteur du Testament du Moine aux abeilles. Il a passé plusieurs années en Afrique puis est revenu en France où il fait l'élevage des abeilles. Décédé en 2004.
- Marcus Comte : fils du précédent. Chef d'une secte les Bee Free, dont le siège est à Londres.

## Édition
- Natacha Calestrémé, Le Testament des abeilles, Albin Michel, 2011, 344 p.
- Natacha Calestrémé, Le Testament des abeilles, Librairie Générale Française (Le Livre de poche), 2015, 384 p.  (ISBN 9782253164050)[3].

## Réception
L'ouvrage, écrit après la publication d'un documentaire scientifique, reçoit une critique favorable,,,,.

## Prix
- 2011 : Prix Montalembert du Premier roman de femme[8]